# The Beautiful South
The Beautiful South, brittisk popgrupp som bildades i slutet på 1980-talet av medlemmar från The Housemartins. 

## Historik
Gruppen grundades av sångaren Paul Heaton och trummisen/sångaren Dave Hemingway, och innehöll senare Sean Welch (basgitarr), Dave Stead (trummor) och Dave Rotheray (gitarr). Dessutom tillkom sångerskan Briana Corrigan, vilket gjorde att gruppen hade tre sångare. Heaton och Rotheray är ansvariga för flertalet av sångerna.
Bandets musik är medryckande och lättviktig, medan Heatons syrliga och råa texter ger en udda kontrast (ämnena har varit bl.a. alkoholism, religion, sex, politik och mestadels, nackdelarna med förhållanden). Den lokala puben är också vanlig.
Deras enda listetta var "A Little Time" från albumet Choke, men flera av deras låtar har legat på listorna, både i Storbritannien och i Sverige.
1994 lämnade Corrigan bandet, efter att ha krockat med Heatons texter. Istället plockades Jacqui Abbot in. Hon fanns med på fyra album, och ett samlingsalbum, innan hon också slutade, och lämnade plats åt ännu en annan sångerska, Alison 'Lady' Wheeler.
Den 7 februari 2007 meddelade bandet att de splittrats efter 19 år på grund av "musical similarities". 
2009 gör The Beautiful South comeback efter 2 år men utan sångaren Paul Heaton och kallar sig The New Beautiful South.

## Diskografi

### Album
- Welcome to the Beautiful South (1989) U.K. No.2
- Choke (1990) U.K. No.2
- 0898 (1992) U.K. No.4
- Miaow (1994) U.K. No.6
- Carry on up the Charts (1994) U.K. No.1
- Blue Is the Colour (1996) U.K. No.1
- Quench (1998) U.K. No.1
- Painting It Red (2000) U.K. No.2
- Solid Bronze (2001) U.K. No.10
- Gaze (2003) U.K. No.14
- Golddiggas, Headnodders and Pholk Songs (2004) U.K. No. 11
- Superbi (2006)

### Singlar
- "Song For Whoever" (1989) U.K. No.2
- "You Keep It All In" (1989) U.K. No.8
- "I'll Sail This Ship Alone" (1989) U.K. No.31
- "A Little Time" (1990) U.K. No.1
- "My Book" (1990) U.K. No.43
- "Let Love Speak Up Itself" (1991) U.K. No.51
- "Old Red Eyes Is Back" (1992) U.K. No.22
- "We Are Each Other" (1992) U.K. No.30
- "Bell Bottomed Tear" (1992) U.K. No.16
- "36D" (1992) U.K. No.46
- "Good As Gold (Stupid As Mud)" (1994) U.K. No.23
- "Everybody's Talkin'" (1994) U.K. No.12
- "Prettiest Eyes" (1994) U.K. No.37
- "One Last Love Song" (1994) U.K. No.14
- "Pretenders To The Throne" (1995) U.K. No.18
- "Rotterdam" (1996) U.K. No.5
- "Don't Marry Her" (1996) U.K. No.8
- "Blackbird On The Wire" (1997) U.K. No.23
- "Liar's Bar" (1997) U.K. No.43
- "Perfect 10" (1998) U.K. No.2
- "Dumb" (1998) U.K. No.16
- "How Long's A Tear Take To Dry?" (1999) U.K. No.12
- "The Table" (1999) U.K. No.47
- "Closer Than Most" (2000) U.K. No.22
- "The River" / "Just Checkin'" (2000) U.K. No.59
- "The Root Of All Evil" (2001) U.K. No.50
- "Just A Few Things That I Ain't" (2003) U.K. No.30
- "Let Go With The Flow" (2003) U.K. No.47
- "Livin' Thing" (2004) U.K. No.24
- "This Old Skin" (2004) U.K. No.43
- "This Will Be Our Year" (2005) U.K. No. 36